# Esarabdina terebellae
Esarabdina terebellae is een soort in de taxonomische indeling van de Myzozoa, een stam van microscopische parasitaire dieren. Het organisme komt uit het geslacht Esarabdina en behoort tot de familie Selenidiidae. Esarabdina terebellae werd in 1845 ontdekt door von Kolliker.